# Ungureni, Bacău
Ungureni là một xã thuộc hạt Bacău, România. Dân số thời điểm năm 2002 là 3775 người.